# Betty Nambooze
Betty Nambooze Bakireke, thường được gọi là Betty Nambooze, là một nhà báo và chính trị gia người Uganda.  Cô phục vụ với tư cách là thành viên của Nghị viện, đại diện cho quận Mukono, miền Bắc, tại quận Mukono 

## Bối cảnh và giáo dục
Cô sinh ra ở quận Mukono, vào ngày 13 tháng 7 năm 1969.  Cô theo học trường trung học cấp cao của Đức, Mukono, tốt nghiệp năm 1986.  Sau đó, cô theo học tại Trung tâm phát triển luật, tốt nghiệp Văn bằng luật năm 1998.  Năm 2010, cô được Đại học Liệt sĩ Uganda trao tặng Bằng tốt nghiệp Nghiên cứu Phát triển.

## Kinh nghiệm làm việc
Nambooze lần đầu tiên được bầu vào quốc hội vào tháng 5 năm 2010, khi trong một cuộc bầu cử phụ, với tư cách người của Đảng Dân chủ, bà đã đánh bại nghị sĩ đương nhiệm, Peter Bakaluba Mukasa của Phong trào Kháng chiến Quốc gia cầm quyền.  Theo hồ sơ quốc hội của cô, Nambooze làm việc như một phóng viên tin tức, từ năm 1993 tới năm 2000.  Từ năm 2000 đến năm 2004, cô làm nhân viên thực thi pháp luật.  Từ năm 2004 đến năm 2005, cô làm nhân viên phụ trách.  Cô làm việc như một người dẫn chương trình phát thanh từ năm 2000 đến 2009 tại CBS FM.  Từ năm 2005 đến năm 2010, cô là Phát ngôn viên của Đảng Dân chủ ở Uganda.
Vào ngày 24 tháng 2 năm 2016, cô đã bị bắt giữ trong một thời gian ngắn cùng với nghị sĩ Moses Kasibante vì đã tiết lộ các tài liệu mô tả gian lận bầu cử diễn ra trong cuộc bầu cử gần đây của đất nước này.  Nambooze đã bị bắt nhiều lần với nhiều tội danh có động cơ chính trị, thường bị cáo buộc, nhưng cô chưa bị kết án tại bất kỳ tòa án nào.

## Nhiệm vụ trong quốc hội
Nambooze có vị trí trong (a) Ủy ban Dịch vụ Công cộng và Chính quyền Địa phương và (b) Ủy ban về Chức danh Chính quyền Địa phương.